# Mieke (zangeres)
Mieke, artiestennaam van Mieke Gijs (Turnhout, 8 mei 1957), is een Belgische schlagerzangeres.

## Biografie

### Jaren 70
Mieke begon al op jonge leeftijd met zingen. Toen ze elf jaar oud was, deed ze in Arendonk mee aan haar eerste zangwedstrijd, die ze ook won met een vertolking van Mama van Heintje. In de jaren hierna was ze veelvuldig actief bij diverse andere zangwedstrijden. In 1971, op dertienjarige leeftijd, bracht ze op het platenlabel RCA haar eerste single uit: Susa Nina. Het nummer werd echter geen hit, net zomin als de volgende singles Tien rode rozen en Fijn dat jij er bent.
In 1973 werd Mieke in contact gebracht met Pierre Kartner, alias Vader Abraham, die na zijn successen met het kindsterretje Wilma op zoek was naar een nieuwe jonge zangeres. Samen namen zij het duet Wat een prachtige dag op, een vertaling van de hit What a wonderful world van Louis Armstrong. De single bereikte de tipparade van de Nederlandse Top 40. Een jaar later beleefde Mieke haar doorbraak met het door Kartner geschreven lied Een kind zonder moeder, dat zowel in Vlaanderen als in Nederland een hit werd. Ook het gelijknamige album werd een succes.
Gedurende het midden van de jaren zeventig scoorde Mieke nog een aantal hits, zoals Zomertijd, M'n beste vriendin en Het leger van werkelozen. Dit laatste nummer was wederom een duet met Pierre Kartner, in samenwerking met het Weesper Mannenkoor en De Kermisklanten. Met Kartner bleef ze intensief samenwerken; hij schreef de meeste van haar liedjes en was tevens haar producer.
In 1976 verscheen het album Zo tussen dromen en ontwaken. De singles die hiervan werden uitgebracht hadden echter weinig succes. In 1978 scoorde Mieke wel een hit met het nummer Charlie Chaplin, afkomstig van haar album Horen zien en zingen. In 1979 trad Mieke in het huwelijk met BRT-regisseur Hugo Dewaersegger.

### Jaren 80
Toen Pierre Kartner zich steeds meer ging concentreren op zijn eigen carrière, werkte Mieke korte tijd samen met Cees de Wit. Begin jaren tachtig werd Dries Holten haar nieuwe producer. Met hem maakte ze onder andere de singles Dromenland en Als ik jou niet had, beide van oorsprong Duitse schlagers die geschreven waren door Ralph Siegel. In dezelfde periode bracht Mieke in Duitsland enkele Duitstalige singles uit. Dat was niet voor het eerst, want in 1976 had ze ook al eens een Duitse single gemaakt: Liebe Mutter.
In 1982 werd de samenwerking met Holten stopgezet en kwam Mieke opnieuw onder begeleiding van Pierre Kartner te staan. Er volgden enkele jaren zonder grote successen en midden jaren tachtig werd de rol van Kartner overgenomen door producer Ad Kraamer. In 1985 bereikte Mieke opnieuw de hitparades met de single Zaterdagavond, een duet met Dennie Christian. Dit nummer, een cover van Ich komm' bald wieder van Cindy & Bert, stond zes weken genoteerd in de Nederlandse Top 40. Gedurende de rest van de jaren tachtig nam Mieke nog verschillende andere platen op met Christian, later aangevuld met Micha Marah en/of Freddy Breck. Samen traden zij veelvuldig op tijdens het Schlagerfestival.
In 1988 bracht Mieke de single Kom weer terug bij mij uit, een vertaling van het lied Ne partez pas sans moi, waarmee Céline Dion dat jaar het Eurovisiesongfestival gewonnen had. Het nummer presteerde echter matig en ook de volgende singles flopten.

### Jaren 90
Onder de hoede van Roger Baeten, die Ad Kraamer als producer verving, nam Mieke in 1990 de single Vlinders in je buik op, een cover van Chanson populaire van Claude François. Het nummer werd een hitje in Vlaanderen en leidde tot een optreden in het televisieprogramma Tien om te zien. Hierna volgden singles als Vrij als 'n vogel en Om je hart te voelen slaan (een cover van Pour un flirt van Michel Delpech), maar deze haalden de hitlijsten niet.
In 1993 nam Mieke deel aan Eurosong, de Vlaamse voorronde voor het Eurovisiesongfestival. Met het nummer Waarom zou er vrede zijn eindigde ze hierbij op de zevende plaats. Een jaar later bracht ze met weinig succes de singles Soms is liefde... (een duet met Jo Vally) en Laat me alleen (een cover van Rita Hovink) uit. Haar album Voor jou verscheen in 1995. In 1996 ondernam Mieke een tweede poging om voor België naar het Eurovisiesongfestival te gaan. Tijdens de selectieshow De Gouden Zeemeermin werd ze met haar nummer Op dit moment echter uitgeschakeld.
Na het overlijden van haar man zette Mieke haar carrière tijdelijk op een laag pitje. In 1998 bracht ze nog wel een album uit met naar het Nederlands vertaald repertoire van Dolly Parton.

### Jaren 00 tot heden
Hoewel grote hits uitbleven, bleef Mieke na de millenniumwisseling regelmatig nieuwe singles uitbrengen. Zo verscheen in 2001 Zoiets als liefde, een cover van een nummer van Michelle. In 2002 nam zij, op aandringen van Pierre Kartner, weer een duet op met Dennie Christian, getiteld Ik ben verliefd, jij bent verliefd. Zowel Christian als zijzelf vonden de tekst van het lied eigenlijk te puberaal, maar de single werd desondanks toch uitgebracht, met een flop als gevolg.
In 2004 vierde Mieke haar dertigjarig artiestenjubileum. Ter gelegenheid hiervan werd een album uitgebracht: Dertig jaar Mieke, het complete hitoverzicht. Behalve vier nieuwe nummers bevatte dit album ook een dvd. Twee jaar later, in 2006, dook ze met de single Boom bang-a-bang (origineel gezongen door Lulu) voor het eerst sinds 1989 weer op in de Nederlandse hitparade. Dit nummer, waarvoor zij zelf de Nederlandstalige tekst schreef, was afkomstig van haar album Vliegen als een vogel. Ook Pierre Kartner en Salim Seghers schreven aan dit album mee.
Samen met Dennie Christian, Christoff en Lindsay bracht Mieke in 2009 een nieuwe versie uit van het nummer Zaterdagavond. Net als in 1985 werd het opnieuw een hit; in de Vlaamse Ultratop bereikte de single de vijfde plaats. In de periode hierna nam Mieke ook materiaal op met andere artiesten, zoals Liliane Saint-Pierre, Bart Kaëll en vooral Luc Van Meeuwen. Met Van Meeuwen nam ze vanaf 2013 verschillende singles op, die in 2016 verschenen op een album. In 2017 volgde de cd Parels, waarvan enkele nummers al eerder op single waren uitgebracht. Dit album bevat ook drie duetten met Bandit.

## Discografie (selectie)
- 1974: Een kind zonder moeder
- 1975: Nu ik weet wat liefde is
- 1976: Zo tussen dromen en ontwaken
- 1978: Ik heb vandaag de zon besteld
- 1978: Horen zien en zingen
- 1979: Liefde doet soms pijn
- 1995: Voor jou
- 1998: Mieke zingt Dolly Parton
- 2007: Vliegen als een vogel
- 2012: Ik zal er altijd voor je zijn
- 2014: 40 jaar hits - Het allerbeste van Mieke
- 2016: Mieke & Luc Van Meeuwen (met Luc Van Meeuwen)
- 2017: Parels
- 2021: Mieke & Bandit - Samen ,met Bandit (zanger)

## Hitnoteringen

### Albums
| Album met hitnotering(en) in de Vlaamse Ultratop 200 albums | Datum van verschijnen | Datum van binnenkomst | Hoogste positie | Aantal weken | Opmerkingen         |
| ----------------------------------------------------------- | --------------------- | --------------------- | --------------- | ------------ | ------------------- |
| 40 jaar hits - het allerbeste van Mieke                     | 2014                  | 22-11-2014            | 83              | 19           |                     |
| Mieke & Luc Van Meeuwen                                     | 2016                  | 01-10-2016            | 41              | 8            | met Luc Van Meeuwen |
| Parels                                                      | 2017                  | 23-09-2017            | 50              | 11           |                     |

| Album met eventuele hitnotering(en) in de Nederlandse Album Top 100 | Datum van verschijnen | Datum van binnenkomst | Hoogste positie | Aantal weken | Opmerkingen                                       |
| ------------------------------------------------------------------- | --------------------- | --------------------- | --------------- | ------------ | ------------------------------------------------- |
| Hollandse hits met Dennie & Mieke                                   | 1986                  | 12-04-1986            | 6               | 24           | met Dennie Christian                              |
| Vrolijk kerstfeest                                                  | 1987                  | 12-12-1987            | 8               | 5            | met Dennie Christian, Freddy Breck en Micha Marah |
| Het beste en het mooiste van Mieke                                  | 1988                  | 03-09-1988            | 34              | 4            |                                                   |
| Vliegen als een vogel                                               | 2006                  | 17-03-2007            | 97              | 1            |                                                   |

### Singles
| Single met hitnotering(en) in de Vlaamse Ultratop 50 | Datum van verschijnen | Datum van binnenkomst | Hoogste positie | Aantal weken | Opmerkingen                                                          |
| ---------------------------------------------------- | --------------------- | --------------------- | --------------- | ------------ | -------------------------------------------------------------------- |
| M'n beste vriendin                                   | 1975                  | 13-12-1975            | 25              | 1            | Nr. 3 in de Vlaamse Top 10                                           |
| Vlinders in je buik                                  | 1990                  | 22-09-1990            | 49              | 1            | Nr. 7 in de Vlaamse Top 10                                           |
| Zaterdagavond                                        | 2009                  | 03-10-2009            | 5               | 5            | met Dennie Christian, Christoff & Lindsay Nr. 3 in de Vlaamse Top 10 |
| Onder de blauwe lucht van Parijs                     | 2012                  | 22-12-2012            | tip89           | -            | met Bart Kaëll                                                       |
| Samen kunnen we de wereld aan                        | 2013                  | 16-02-2013            | tip85           | -            | met Luc Van Meeuwen                                                  |
| Een lentedag                                         | 2014                  | 15-05-2014            | tip52           | -            |                                                                      |
| Mooie dromen                                         | 2014                  | 18-10-2014            | tip34           | -            | met Luc Van Meeuwen Nr. 17 in de Vlaamse Top 50                      |
| Een stukje paradijs                                  | 2015                  | 11-04-2015            | tip26           | -            | Nr. 14 in de Vlaamse Top 50                                          |
| Ik zou niet weten wat ik liever hebben wou           | 2015                  | 01-08-2015            | tip54           | -            | met Luc Van Meeuwen Nr. 32 in de Vlaamse Top 50                      |
| En opeens                                            | 2015                  | 31-10-2015            | tip36           | -            | Nr. 20 in de Vlaamse Top 50                                          |
| In voor- & tegenspoed                                | 2016                  | 28-05-2016            | tip             | -            | Nr. 40 in de Vlaamse Top 50                                          |
| Volle maan, een sterrenhemel                         | 2016                  | 08-10-2016            | tip39           | -            | met Luc Van Meeuwen Nr. 22 in de Vlaamse Top 50                      |
| Kerstmedley                                          | 2014                  | 24-12-2016            | tip             | -            | met Luc Van Meeuwen Nr. 46 in de Vlaamse Top 50                      |
| Hou me even vast                                     | 2017                  | 25-02-2017            | tip             | -            | met Luc Van Meeuwen Nr. 23 in de Vlaamse Top 50                      |
| Rozenmedley                                          | 2016                  | 20-05-2017            | tip             | -            | met Luc Van Meeuwen                                                  |
| Als ik eenzaam ben                                   | 2017                  | 12-08-2017            | tip40           | -            | met Bandit Nr. 14 in de Vlaamse Top 50                               |
| Jij leeft diep in mij                                | 2017                  | 27-01-2018            | tip             | -            | met Bandit Nr. 26 in de Vlaamse Top 50                               |
| Eerste liefde                                        | 2018                  | 21-04-2018            | tip             | -            | Nr. 33 in de Vlaamse Top 50                                          |
| Nooit meer oorlog                                    | 2018                  | 01-09-2018            | tip             | -            | met Bandit & Oscar Harris                                            |
| Als de morgen nooit meer komt                        | 2019                  | 06-04-2019            | tip             | -            | Nr. 24 in de Vlaamse Top 50                                          |
| Waarom niet                                          | 2019                  | 06-07-2019            | tip30           | -            | met Bandit Nr. 18 in de Vlaamse Top 50                               |

| Single met eventuele hitnotering(en) in de Nederlandse Top 40 | Datum van verschijnen | Datum van binnenkomst | Hoogste positie | Aantal weken | Opmerkingen                                                                               |
| ------------------------------------------------------------- | --------------------- | --------------------- | --------------- | ------------ | ----------------------------------------------------------------------------------------- |
| Wat een prachtige dag                                         | 1973                  | 17-11-1973            | tip3            | -            |                                                                                           |
| Een kind zonder moeder                                        | 1974                  | 21-09-1974            | 12              | 9            | Nr. 10 in de Nationale Hitparade                                                          |
| Zondagskind                                                   | 1975                  | 29-03-1975            | tip3            | -            |                                                                                           |
| Zomertijd                                                     | 1975                  | 12-07-1975            | 14              | 7            | met Vader Abraham Nr. 15 in de Nationale Hitparade                                        |
| M'n beste vriendin                                            | 1975                  | 01-11-1975            | 12              | 7            | Nr. 12 in de Nationale Hitparade                                                          |
| Het leger van werkelozen                                      | 1976                  | 31-01-1976            | 10              | 7            | met Vader Abraham, Weesper Mannenkoor en De Kermisklanten Nr. 9 in de Nationale Hitparade |
| Niet elke oester heeft een parel                              | 1976                  | 24-04-1976            | tip2            | -            | met Vader Abraham                                                                         |
| Zomaar 'n dag in september                                    | 1976                  | 10-07-1976            | tip8            | -            |                                                                                           |
| Santa Maria                                                   | 1977                  | 26-03-1977            | tip18           | -            |                                                                                           |
| Charlie Chaplin                                               | 1978                  | 01-04-1978            | 26              | 6            | Nr. 25 in de Nationale Hitparade                                                          |
| Ik heb vandaag de zon besteld                                 | 1978                  | 08-07-1978            | tip4            | -            | Nr. 27 in de Nationale Hitparade                                                          |
| Dromenland                                                    | 1980                  | 13-12-1980            | 33              | 4            | Nr. 22 in de Nationale Hitparade                                                          |
| Als ik jou niet had                                           | 1981                  | 25-07-1981            | 33              | 3            | Nr. 24 in de Nationale Hitparade                                                          |
| Zaterdagavond                                                 | 1985                  | 23-03-1985            | 25              | 6            | met Dennie Christian Nr. 24 in de Nationale Hitparade                                     |
| Gelukkig zijn                                                 | 1985                  | 07-12-1985            | tip11           | -            | met Dennie Christian Nr. 32 in de Nationale Hitparade                                     |
| 'n Avond om nooit te vergeten                                 | 1986                  | 12-04-1986            | tip11           | -            | met Dennie Christian Nr. 32 in de Nationale Hitparade                                     |
| Vakantie                                                      | 1986                  | 28-06-1986            | tip11           | -            | met Dennie Christian en Freddy Breck Nr. 31 in de Nationale Hitparade                     |
| Wie gaat er mee                                               | 1987                  | -                     | -               | -            | met Dennie Christian, Freddy Breck en Micha Marah Nr. 89 in de Nationale Hitparade        |
| Schlagermix                                                   | 1987                  | -                     | -               | -            | Nr. 73 in de Nationale Hitparade                                                          |
| Echte vrienden blijven vrienden                               | 1987                  | 19-12-1987            | tip12           | -            | met Dennie Christian en Micha Marah Nr. 42 in de Nationale Hitparade                      |
| Kom maar in m'n armen schat                                   | 1988                  | 30-04-1988            | tip8            | -            | met Dennie Christian Nr. 34 in de Nationale Hitparade                                     |
| Kom weer terug bij mij                                        | 1988                  | 03-09-1988            | tip11           | -            | Nr. 48 in de Nationale Hitparade                                                          |
| Vaya con Dios                                                 | 1988                  | -                     | -               | -            | Nr. 69 in de Nationale Hitparade                                                          |
| Onze liefde gaat nooit voorbij                                | 1989                  | -                     | -               | -            | Nr. 72 in de Nationale Hitparade                                                          |
| Vraag me niet of ik van je hou                                | 1989                  | -                     | -               | -            | Nr. 75 in de Nationale Hitparade                                                          |
| Boom bang-a-bang                                              | 2006                  | -                     | -               | -            | Nr. 83 in de Single Top 100                                                               |
| Vliegen als een vogel                                         | 2006                  | -                     | -               | -            | Nr. 91 in de Single Top 100                                                               |
| Samen kunnen we de wereld aan                                 | 2013                  | -                     | -               | -            | met Luc Van Meeuwen Nr. 43 in de Single Top 100                                           |